# シュド・アビアシオン
シュド・アビアシオン（Sud-Aviation 、南方航空事業）は、かつてフランスに存在した航空機メーカー。1957年3月にシュド・エスト（Société Nationale de Constructions Aéronautiques du Sud Est：南東航空機製造公社、略称 SNCASE)とシュド・ウエスト（Société Nationale de Constructions Aéronautiques du Sud Ouest：南西航空機製造公社、 略称 SNCASO）が合併して設立された。両方の会社とも第二次世界大戦の直前に、フランス政府が民間会社を国営化し、統合して6つの地域会社にした時に生まれた会社である。
SNCASEはそれまで、デ・ハビランドのバンパイヤ戦闘機のライセンス生産やロールス・ロイス ニーンを搭載したミストラル戦闘機などを生産していた。ライセンス生産から脱却するために1951年に SNCASEはジェット旅客機カラベルの設計を開始した。カラベルはイギリスのエンジンを使用し、機首と尾翼はデ・ハビランド コメットの設計を流用したが、その他は新設計であった。当時としてはユニークであったのは、胴体後部にエンジンを設置したことで、それにより客室の騒音が減少した。1958年に生産を開始した。
その時点でSNCASEは、別の国営企業SNCASOと合併して、シュド・アビアシオンになっていた。1960年よりシュド・アビアシオンは超音速旅客機のシュペル・カラベルの設計を始めたが、開発コストが巨大になるため、イギリスのBACと1962年の11月コンソーシアムをつくり、超音速旅客機「コンコルド」開発を開始した。
シュド・アビアシオンはノール・アビアシオン（Nord-Aviation：北方航空事業）と1970年に合併し、アエロスパシアルになった。さらに国際的なコンソーシアムのエアバスをブリティッシュ・エアロスペース、DASAと作り、最終的には2000年7月10日にドイツのDASAとスペインのCASAと合併して共同会社EADSとなった。EADSはエアバスの親会社である。

## 機体リスト
- カラベル
- コンコルド
- SA 316 アルエットIII
- SA 321 シュペルフルロン
- SA 330 ピューマ
- SA 341 ガゼル